# Isola di Putjatin
L'isola di Putjatin (in russo Остров Путятина?) è un'isola russa nella parte settentrionale del golfo di Pietro il Grande, nel mar del Giappone, nell'Estremo Oriente russo. L'isola è situata 50 km a sud-est di Vladivostok e 35 km a ovest di Nachodka. Appartiene amministrativamente alla città di Fokino (Škotovskij rajon, Territorio del Litorale). Secondo il censimento del 2010 vivevano sull'isola 994 persone concentrate nell'unico villaggio omonimo. È una delle sole 4 isole abitate del Territorio del Litorale (le altre 3 sono: l'isola Russkij, l'isola di Popov e l'isola di Rejneke).

## Geografia
L'isola di Putjatin è situata nel golfo di Strelok (залив Стрелок); la sua distanza minima tra l'isola (capo Startceva) e la terraferma è di circa 1,5 km. L'isola ha una forma molto irregolare ed ha una lunghezza di circa 24 km. La superficie totale è di 27,9 km². La vetta più alta, il monte Startceva, sull'omonima punta settentrionale, ha un'altezza di 353 m e le coste sono ripide. La costa orientale è fatta di granito con uno strato di quarzo, la costa sud-orientale è composta di granito rossastro e ricoperta di erba e cespugli, mentre la parte settentrionale dell'isola è ricoperta da foreste. L'isola è pianeggiante al centro e a sud; ha molte insenature, la più ampia delle quali è la Nazimova (a nord-ovest). Vicino all'estrema punta meridionale, capo Šulepnikov, c'è l'isolotto Ireckogo e il faraglione Pjat'Pal'cev ("cinque dita"), a sud-ovest gli scogli Unkovskij (Камни Унковского) e l'isola Askold.
Nella parte centro-occidentale dell'isola c'è il lago Gusinoe (Озеро Гусиное; "lago dell'oca") famoso per i suoi particolari fior di loto asiatici (i Nelumbo komarovii), inseriti nella lista rossa IUCN.

## Clima
Il clima dell'isola è quello tipico del Territorio del Litorale meridionale. La temperatura media di gennaio è di -12 °C, in agosto di 21 °C. La temperatura dell'acqua del mare da metà luglio a metà settembre è di 20 °C.

## Storia
L'isola è stata descritta e mappata nel 1858 dall'equipaggio del clipper Strelok e ha preso il nome dell'ammiraglio e diplomatico russo Evfimij Vasil'evič Putjatin.
Nel 1891, si stabilì sull'isola un mercante russo, A. Dmitrovič Starcev, figlio del decabrista Nikolaj Aleksandrovič Bestužev che impiantò un'azienda agricola con piantagioni di tabacco, gelsi, frutteti, vigneti, e scuderie di cavalli. Negli anni 1893-1896 venne aperta una fabbrica di mattoni e una di porcellane. Dopo la rivoluzione, tutta la proprietà è stata nazionalizzata, sull'isola è stato avviato l'allevamento di animali da pelliccia. Nell'autunno del 1989, è stato eretto sull'isola un monumento a Starcev. Nel 1929, è stata aperta un'industria di trasformazione ittica che opera tuttora.